# Tajice
Tajice ili tjesnice su odjevni predmet, koji pokriva noge. U različitim oblicima, nosili su ih žene i muškarci kroz stoljeća. Rade se od pamuka, likre, poliestera, vune, svile i drugih materijala. Ovisno o materijalu od kojih su izrađene koristi se više izraza: lasteksice za uske hlače od lasteksa i džegin(g)sice (engl. jeggings sraslica od jeans i leggings) za uske hlače od jeansa.  
Naziv potječe od engleskoga tights, iako se ovaj odjevni predmet na engleskom zove prvenstveno leggings ili footless tights. Riječ tights bez odrednice footless se na engleskom uglavnom odnosi na štrample. 
Prvi oblici tajica, sastojali su se od dvije odvojene nogavice, svake za jednu nogu. Nosili su ih muškarci u Europi u periodu renesanse od 14. do 16. stoljeća, zatim Škoti te Indijanci. Od Indijanaca, preuzeli su ih doseljenici u Sjevernu Ameriku te gorštaci.
U hladnim predjelima svijeta poput dijelova Rusije, muškarci i danas nose tajice kao dodatnu zaštitu od hladnoće.
Žene su nosile jednu vrstu tajica ispod krinolina sredinom 19. stoljeća. Tajice su postale dio mode u 60-im godinama 20. stoljeća, kao uža inačica capri hlača. Početkom 80-ih godina 20. stoljeća, postale su popularne, zbog pojave fitnessa i aerobica. Njihovoj popularnosti pridonio je i film „Flashdance”.
Tajice od mješavine najlona i likre, uglavnom se koriste za vježbanje, a od mješavine pamuka i likre ili pamuka, poliestera i likre kao modni odjevni predmet. Mogu biti raznih boja i dužina.
U 2005. godini, tajice su ponovo postale dio visoke i svakodnevne mode. Trend se nastavio i u slijedećem desetljeću. Najčešće se nose u kombinaciji s dugim džemperima, tunikama, mini-suknjama ili same.